# Stomorhina pallida
Stomorhina pallida är en tvåvingeart som beskrevs av Malloch 1927. Stomorhina pallida ingår i släktet Stomorhina och familjen Rhiniidae. Inga underarter finns listade i Catalogue of Life.